# 圖古爾-丘米坎區

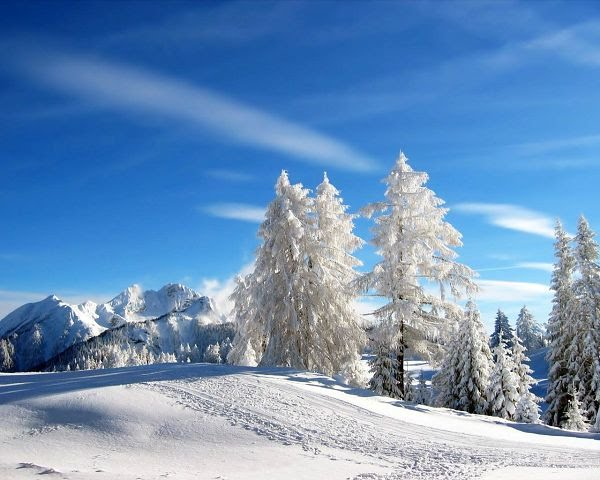

54°42′N 135°18′E / 54.700°N 135.300°E
圖古爾-丘米坎區（俄语：Тугуро-Чумиканский район），是俄羅斯的一個區，位於該國東部，由哈巴羅夫斯克邊疆區負責管轄，面積96,069平方公里，2010年人口2,255，人口密度每平方公里0.02人。